# Lucero Hogaza León
Lucero született: Lucero Hogaza León (Mexikóváros, 1969. augusztus 29. –) mexikói énekes-színésznő. 
Karrierjét 10 évesen kezdte, Lucerito néven. 1997. január 18-án kötött házasságot Manuel Mijaresszel. Gyermekeik: José Manuel Mijares Hogaza (2001. november 12.), és Lucero Mijares Hogaza (2005. február 2.). Menedzsere az édesanyja, a szintén színésznő és producer Lucero León.

## Élete és pályafutása
Lucero pályafutását tízéves korában kezdte, mint Lucerito, a gyerekeknek szóló sorozatokban, az Alegrías De Mediodiában és Chiquilladasban, ahol főszerepet játszott Carlos Espejellel. Egyik legnépszerűbb szerepe a Popeye burleszk volt, ahol mint Olive OYL szerepelt. Később ő is a Juguemos a Cantar énekversenynek köszönhetően került reflektorfénybe és lett nemzetközi művész, mint Thalía.
A  következő évben hosszú haja és szépsége segített neki megszerezni a főszerepet a Coqueta című filmben az énekes-színész Pedro Fernández mellett. Később ő lett a Chispita című telenovella csillaga, aminek sikere révén még ugyanebben az évben egy saját albumot is készített. Bármilyen furcsa is a megjelenése Luceritónak, mint énekesnek, a telenovella főcímdalát nem ő jegyzi. Ehelyett a Timbiricheben kapott lehetőséget.
Debütáló albuma, az El, 1982-ben jelent meg a Musart Records gondozásában. Az album dalainak nagy részét Sergio Andrade írta, aki később a Gloria Trevivel való vitájáról lett hírhedt. 1985-ben jelent meg Fuego y Ternura című albuma, amely változást hozott addigi zenei stílusában. Az utolsó albuma 1986-ban jelent meg a Musart Recordsnál Un Pedacito De Mí címmel. Még ugyanebben az évben elhagyta a Sergio Andrade igazgatása alá tartozó lemezkiadót és átszerződött a Melody Recordshoz. Ám legújabb albuma megbukott. 1987-ben viszont kiadta a Lucerito című (később újra kiadva Ocho birs néven) albumát a Melody Recordsnál, és ez óriási siker lett.
1989-ig hat albumot adott ki és öt filmet forgatott, művésznevét pedig Luceróra változtatta, annak a jeleként, hogy már felnőtt. 1990-ben televíziós főszerepben a Cuando llega el Amor ban tért vissza, ahol elénekelte a főcímdalt, és megnyerte a TVyNovelas-díj a legjobb női főszereplőnek járó díját. 1994-ben ismét elnyerte ezt a díjat a Los Parientes Pobres című sorozatban nyújtott alakításáért. 1996-ban harmadszorra is megnyerte a TVyNovelas díjat: a legjobb színésznőnek járó elismerést a Lazos de Amor sorozatban nyújtott teljesítményéért.
1992-ben Lucero volt a Head & Shoulders kereskedelmi cég arca, de csak Mexikóban. 1997-ben férjhez ment, a ceremóniát az év esküvőjének nevezték. A Televisa Mexikóban, az Univision pedig az Egyesült Államokban közvetítette.
2009-ben a Teletón jótékonysági műsorban élő adásban vágatta le szinte védjegyének számító hosszú haját, majd a levágott hajat odaadományozta egy rákban szenvedő kislánynak. Ez sokakat megérintett és ösztönzött, hogy kövessék példáját.
2011-ben, 14 év házasság után elvált, de exférjével továbbra is jó kapcsolatot ápolnak gyermekeik miatt.
2012-ben a People en Español kinevezte őt az év csillagának.
2013-ban életműdíjat kapott a TvyNovelas gálán, ezzel a legdíjazottabb mexikói színésznővé vált. Júliusban debütált új száma, a No pudiste amar así, ami több ország eladási listáján az első helyekre kúszott fel. Novemberben megjelent legújabb koncert CD-je, a Lucero en concierto, melyet 2012-ben forgatott az Auditorio Nacionalban.

## Érdekességek
- Zsűritag volt a Miss Universe szépségversenyen 1995-ben.
- Ő volt a spanyol hangja Jane-nek a Tarzan című Disney-filmben.
- Ő énekelte a Mulan című Disney-film Reflection című dalának spanyol változatát.

## Diszkográfia
| Albumok Lucero néven - 2019: Sólo Me Faltabas Tú - 2019: Brasileira En Vivo - 2019: Indispensable - 2018: Más Enamorada Con Banda - 2017: Brasileira - 2017: Enamorada Con Banda - 2015: Dona Desse Amor - 2014: Aquí Estoy (Commentary) - 2014: Aqui Estoy - 2013: My Passion For Mexico - 2012: Un Lu*Jo - 2011: Mi Secreto Amor - 2010: Indispensable - 2007: Lucero En Vivo Auditorio Nacional - 2006: Quiéreme Tal Como Soy - 2004: Cuando Sale Un Lucero - 2002: Un Nuevo Amor - 2000: Mi Destino - 1999: Un Lucero En La México - 1998: Cerca de Ti - 1997: Piel de Ángel - 1995: Siempre Contigo - 1994: Cariño De Mis Cariños - 1993: Lucero - 1992: Lucero De México - 1991: Sólo Pienso En Tí - 1990: Con Mi Sentimiento | Albumok Lucerito néven - 1989: Cuéntame - 1988: Lucerito - 1986: Un Pedacito De Mí - 1985: Fuego y Ternura - 1983: Con Tan Pocos Años - 1982: Él |

### Speciális albumok & EP-k
- 2018: Enamorada en Vivo
- 2016: Singles
- 2013: Lucero en Concierto
- 2004: Zapata
- 2003: Regina
- 1998: Mulán
- 1995: Lazos de Amor
- 1990: Cuando llega el Amor
- 1987: Escápate Conmigo
- 1985: Keiko
- 1984: Fiebre de Amor
- 1984: Katy La Oruga
- 1984: Chispita'
- 1982: Los Chiquillos de la TV
- 1982: América, Esta Es Tu Canción
- 1982: Juguemos a Cantar

## Filmográfia

### Filmek
| Év   | Cím    | Eredeti cím                  | Szerep           | Megjegyzés                                               |
| ---- | ------ | ---------------------------- | ---------------- | -------------------------------------------------------- |
| 1983 |        | Coqueta                      | Rocío            |                                                          |
| 1984 |        | Delincuente                  | Cecilia Suárez   |                                                          |
| 1985 |        | Fiebre de Amor               | Lucerito         | Diosa de Plata Award for Breakthrough Performance Female |
| 1987 |        | Escápate Conmigo             |                  |                                                          |
| 1988 |        | Quisiera Ser Hombre          | Manuelita/Manuel |                                                          |
| 1990 |        | Deliciosa Sinvergüenza       | Lucerito         |                                                          |
| 1999 | Tarzan | Tarzan                       | Jane             |                                                          |
| 2004 |        | Zapata: El Sueño De Un Héroe | Esperanza        | Jelölés – MTV Movie Awards Mexico for Most Bizarre Sex   |

### Telenovellák
| Év        | Cím                          | Eredeti cím            | Szerep                                                                                               | Magyar hang                                              | Megjegyzés |
| --------- | ---------------------------- | ---------------------- | --- | -------------------------------------------------------- | --- |
| 1982      | Chispita                     | Chispita               | Isabel "Chispita"                                                                                    |                                                          | TVyNovelas-díj for Best Breakthrough Performance Azteca de Oro Awards for Best Breakthrough Performance |
| 1989-1990 |                              | Cuando llega el amor   | Isabel Contreras Bracho                                                                              |                                                          | TVyNovelas-díj a legjobb fiatal színésznőnek |
| 1993      |                              | Los Parientes Pobres   | Margarita Santos                                                                                     |                                                          | TVyNovelas-díj a legjobb fiatal színésznőnek A.C.C.A. Awards for Best Actress ACE Awards for Best Actress Eres Awards for Best Song in a Telenovela Nominated – TVyNovelas Awards for Best Song in a Telenovela                                                                 |
| 1995-1996 |                              | Lazos de amor          | Maria Guadalupe Salas-Rivas Iturbe Maria Fernanda Rivas Iturbe Maria Paula Rivas Iturbe Laura Iturbe |                                                          | TVyNovelas-díj a legjobb női főszereplőnek Eres Awards for Best Actress Aplauso Awards for Best Actress El Heraldo Award for Best Actress in a Telenovela Diosa de Plata Award for Best Actress Nominated – TVyNovelas Awards for Best Song in a Telenovela                     |
| 2000      |                              | Mi destino eres tú     | Andrea San Vicente Fernández de Galindo/de Rivadeneira                                               |                                                          | TVyNovelas-díj a legjobb női főszereplőnek |
| 2005-2006 |                              | Alborada               | María Hipólita Diaz De Guzmán                                                                        |                                                          | TVyNovelas-díj a legjobb női főszereplőnek Emmy Latino for Best Latin Actress Palmas de Oro Awards for Best Lead Actress Bravo Awards for Best Actress |
| 2008-2009 | Mindörökké szerelem          | Mañana Es Para Siempre | Bárbara Greco de Elizalde Rebeca Sánchez Frutos "A Hiéna"                                            | Bertalan Ágnes                                           | ACE Awards for Best Supporting Actress People en Español Awards for Best Villain Nominated – TVyNovelas Awards for Best Lead Actress |
| 2010      | A csábítás földjén Riválisok | Soy Tu Dueña           | Valentina Villalba Rangel "Az úrnő" "Vipera"                                                         | Major Melinda (Zone Romantica) Bertalan Ágnes (RTL Klub) | ACE Awards for Best Actress Nominated – Galardón a los Grandes for Best Actress Nominated – TVyNovelas-díj a legjobb női főszereplőnek Nominated – Premios Juventud for The Most Beautiful Actress in a Telenovela Nominated – Premios Juventud for Best Song from a Telenovela |
| 2012      |                              | Por Ella Soy Eva       | Helena Moreno Romero                                                                                 |                                                          | People en Español Awards for Best Actress Nominated – TVyNovelas-díj a legjobb női főszereplőnek Nominated – TVyNovelas-díj a legszebb nőnek |
| 2016      |                              | Carinha de Anjo        | Teresa Rezende Lários                                                                                |                                                          | |

Megjegyzés
- Lucero 3 díjat kapott 3 különböző főhősnő megformálásáért "María Guadalupe", "María Fernanda" és a gonosz "María Paula".

## Televíziós show-k
| Év                              | Cím                          | Szerep    | Megjegyzés |
| ------------------------------- | ---------------------------- | --------- | --- |
| 1980                            | Alegrías De Mediodía         | házigazda | |
| 1982-1983                       | Chiquilladas                 | házigazda | |
| 1985                            | Juguemos a Cantar            | házigazda | Known in U.S. as "América, ésta es tu canción" |
| 1985                            | Mujer, Casos de la Vida Real | Chelo     | 1 epizód |
| 1997-2004 2006-2010             | Teletón                      | házigazda | TVyNovelas-díj Special Accolade for hosting for 26 hours(1998) El Heraldo Award for Outstanding Reality Host(1998) Estrella de Plata Award for Best Host(1998) Azteca de Oro Awards for Best Hosting(1998) |
| 2005 & 2007                     | TVyNovelas-díj               | házigazda | Juan Solerrel 2005-ben, Juan José Origellel 2007-ben |
| 2006 – 2007- 2009 – 2010 – 2011 | Latin Grammy Awards          | házigazda | Along with Víctor Manuelle in 2006 and Eugenio Derbez in 2007, 2009 and 2010 and Cristián de la Fuente in 2011                                                                                             |
| 2014                            | Yo soy el artista            | házigazda | |

## Színház
| Év   | Színdarab        | Szerep             | Megjegyzés                                                      |
| ---- | ---------------- | ------------------ | --------------------------------------------------------------- |
| 1986 | Don Juan Tenorio | Doña Inés de Ulloa |                                                                 |
| 2003 | Regina           | Regina             | TVyNovelas-díj a legjobb női főszereplőnek Musical kategóriában |

## Díjak és jelölések
| Év   | Díj                                     | Kategória                                      | Show/Album            | Eredmény |
| ---- | --------------------------------------- | ---------------------------------------------- | --------------------- | -------- |
| 1985 | El Heraldo Awards                       | Legjobb énekes                                 | Fuego y Ternura       | Nyert    |
| 1985 | TVyNovelas-díj                          | Legjobb fiatal énekes                          | Fuego y Ternura       | Nyert    |
| 1988 | 15 Greatest of Siempre en Domingo Award | Legjobb énekes                                 | Lucerito              | Nyert    |
| 1989 | "Galardón a los Grandes" Award          | Legjobb énekes                                 | Lucerito              | Nyert    |
| 1990 | El Heraldo Award                        | Legjobb énekes                                 | Cuéntame              | Nyert    |
| 1990 | "Galardón a los Grandes" Award          | Legjobb énekes                                 | Cuéntame              | Nyert    |
| 1990 | TVyNovelas-díj                          | Legjobb énekes                                 | Cuéntame              | Nyert    |
| 1991 | El Heraldo Award                        | Legjobb énekes                                 | Con Mi Sentimiento    | Nyert    |
| 1991 | TVyNovelas-díj                          | Legjobb énekes                                 | Con Mi Sentimiento    | Nyert    |
| 1991 | Bravo Award                             | Legjobb énekes                                 | Con Mi Sentimiento    | Nyert    |
| 1991 | Aplauso Award                           | Legjobb énekes                                 | Con Mi Sentimiento    | Nyert    |
| 1991 | "Galardón a los Grandes" Award          | Legjobb énekes                                 | Con Mi Sentimiento    | Nyert    |
| 1992 | Viña del Mar Festival                   | Queen of Viña del Mar Festival                 | Special Accolade      | Nyert    |
| 1992 | Atena Awards                            | Best Singer                                    | Sólo Pienso en Ti     | Nyert    |
| 1992 | Bravo Award                             | Best Singer                                    | Sólo Pienso en Ti     | Nyert    |
| 1992 | El Heraldo Award                        | Best Singer                                    | Sólo Pienso en Ti     | Nyert    |
| 1992 | TVyNovelas-díj                          | Best Singer                                    | Sólo Pienso en Ti     | Nyert    |
| 1992 | Premio "Aplauso"                        | Best Singer                                    | Sólo Pienso en Ti     | Nyert    |
| 1992 | "Galardón a los Grandes" Award          | Best Singer                                    | Sólo Pienso en Ti     | Nyert    |
| 1992 | TVyNovelas-díj                          | Best Legs in the Mexican Media                 | Special Accolade      | Nyert    |
| 1993 | El Heraldo Award                        | Legjobb nemzetközi színésznő                   | Lucero de México      | Nyert    |
| 1993 | TVyNovelas-díj                          | Legjobb nemzetközi színésznő                   | Lucero de México      | Nyert    |
| 1993 | TVyNovelas-díj                          | Best Ranchera Album                            | Lucero de México      | Nyert    |
| 1994 | Eres Awards                             | Best Singer                                    | Lucero                | Nyert    |
| 1994 | TVyNovelas-díj                          | Best Singer                                    | Lucero                | Nyert    |
| 1994 | Furia Musical Award                     | Best Ranchera Album                            | Cariño De Mis Cariños | Nyert    |
| 1994 | Diosa de Plata Award                    | Best Ranchera Album                            | Cariño De Mis Cariños | Nyert    |
| 1995 | Eres Awards                             | Best Album                                     | Siempre Contigo       | Jelölés  |
| 1995 | TVyNovelas-díj                          | Legjobb énekes                                 | Siempre Contigo       | Nyert    |
| 1995 | El Heraldo Award                        | Legjobb énekes                                 | Siempre Contigo       | Nyert    |
| 1995 | Eres Awards                             | Legjobb énekes                                 | Siempre Contigo       | Nyert    |
| 1996 | TVyNovelas-díj                          | Legjobb énekesnő                               | Lazos de Amor         | Nyert    |
| 1996 | Eres Awards                             | Legjobb énekes                                 | Lazos de Amor         | Nyert    |
| 1996 | El Heraldo Award                        | Legjobb énekes                                 | Lazos de Amor         | Nyert    |
| 1996 | Bravo Award                             | Legjobb énekes                                 | Lazos de Amor         | Nyert    |
| 1997 | Acafest Medal                           | Medal                                          | Special Accolade      | Nyert    |
| 1997 | TVyNovelas-díj                          | Legjobb énekesnő                               | Piel de Ángel         | Nyert    |
| 1997 | El Heraldo Award                        | Legjobb énekes                                 | Piel de Ángel         | Nyert    |
| 1997 | Estrella de Plata                       | Legjobb énekes                                 | Piel de Ángel         | Nyert    |
| 1998 | "Galardón a los Grandes" Award          | Best Singer                                    | Ceca de Ti            | Nyert    |
| 1998 | Billboard Music Award                   | Best Ranchera Singer                           | Ceca de Ti            | Nyert    |
| 1999 | TVyNovelas Awards                       | For her 20 years of career                     | Special Accolade      | Nyert    |
| 1999 | Golden Palm Award                       | Lifetime Achievements                          | Special Accolade      | Nyert    |
| 1999 | Al Fin de Semana                        | Lifetime Achievements                          | Special Accolade      | Nyert    |
| 2001 | Viña del Mar Festival                   | Silver Seagull Award (Granted by the audience) | Special Accolade      | Nyert    |
| 2002 | Chamber of Commerce of Mexico & USA     | Double Eagle Leadership Award                  | Special Accolade      | Nyert    |
| 2002 | Lunas del Auditorio Awards              | Best Balladeer                                 | Un Nuevo Amor         | Jelölés  |
| 2004 | Furia Musical Awards                    | Lifetime Achievements                          | Special Accolade      | Nyert    |
| 2005 | TVyNovelas-díj                          | Lifetime Achievements 25 years                 | Special Accolade      | Nyert    |
| 2005 | Orgullosamente Latino Awards            | Az év legjobb latin albuma                     | Cuando Sale Un Lucero | Nyert    |
| 2007 | Association Mr. Amigo                   | Mr. Amigo Award                                | Special Accolade      | Nyert    |
| 2007 | Orgullosamente Latino Awards            | Az év legjobb albuma                           | Quiéreme Tal Como Soy | Jelölés  |
| 2007 | TVyNovelas Awards                       | Lifetime Special Career                        | Special Accolade      | Nyert    |
| 2007 | Orgullosamente Latino Awards            | Legjobb latin énekes                           | Quiéreme Tal Como Soy | Jelölés  |
| 2008 | Lunas del Auditorio Awards              | Best Balladeer                                 | Quiéreme Tal Como Soy | Jelölés  |
| 2010 | Premios Oye! Awards                     | Tribute to the artistic                        | Special Accolade      | Nyert    |